# ひよわーるど
『ひよわーるど』は、橘紫夕による日本の4コマ漫画。竹書房『まんがくらぶ』にて連載。

## 概要
超虚弱体質の女の子と、彼女の世話を焼く人々の日常を描いたほのぼのギャグ漫画。『まんがくらぶオリジナル』2008年6月号にゲストで掲載され、その後『まんがくらぶ』2008年10月号から2015年9月号まで連載された。単行本は全4巻が発売されている。
作者の橘紫夕も極端に体力がないことから、主人公・もーりのキャラクター造形は作者自身がモデルになっており、特に連載初期のネタは、ほとんどが作者の実話をベースにしているという。もーり以外のキャラクターたちも、多くが作者の友人をモデルにしている。作者の別作品『となりのなにげさん』と同様に大阪近郊を舞台にしているが、世界観を共有しているかは不明。また同作品の主人公が本作品の特別編に登場している。

## 主な登場人物

### もーりとクラスメイト
守屋 ひより（もりや ひより）
本作の主人公で、超虚弱体質の女子高生。愛称は、苗字からとった「もーり」、もしくは「弱」から転じた「じゃっく」。本人によれば「もーり」と呼ぶのは親友で、「じゃっく」と呼ぶのはクラスメイトらしい。好物は紅茶とカニ。
絶望的に体力がなく、ちょっと歩いたり階段を上ったりしただけで力を使い果たしぶっ倒れる。ただし、ゴミを散らかしていた男子生徒2名を抵抗する間を与えず瞬時にゴミ袋に入れる（入れられた男子生徒達は沈黙していた）など、その限りではない。稀にいらんとこで変なパワーを出す事があるが、本人曰く「うっかり秘孔をついてしまって…」との事。
極端な小食で、かつ食べるのも遅く、本人曰く「『おなかすいた』がどういうものかよくわからない」（みんなと食べるのが楽しいのでノリで食べている）。体重も軽く、風が吹けば飛ばされるほど。夏は日光に当たると灰になり、冬は着膨れのし過ぎでボールのような状態になっている。
手先は非常に器用であり、特に絵が得意で美術部に所属しているが、絵の具の蓋を開けるのにも苦労する非力がネック。お菓子作りも得意だが、材料を準備するだけでグロッキー状態になる。もちろん運動はまるで駄目だが、ボールの風圧で飛ばされて勝手に避けるためドッジボールは得意。また水泳は全く浮かばず沈むがカナヅチというわけではなく（仕様との事）そのまま泳ぎ回る。得意な種目は潜水艦。右と左が一瞬ではわからない、ローマ字を読むのに難儀するなど、頭のネジもどこか外れているが、学年成績は一桁（つまり上位）。
写真を撮られるのが嫌いで、カメラを向けられると体を上下左右に動かしてぶれさせようとする。しかし、何故か「7+6」が苦手らしく、そう言われると固まってしまい、その隙になっちに写真を撮られている。
ただ、あくまでも「体力が皆無」なだけで決して病弱ではなく、いくら頻繁に倒れても、回復さえすればケロリと元に戻る様はむしろ健康そのもの。誰かに助けてもらって生きることを己の生き様と認識しており、他力本願を円滑にするために、相手の好物や弱点を瞬時に把握する「じゃっくセンサー」という直感を持つ。そのひ弱さにもかかわらず態度は妙にでかく、なっちをはじめとする周囲もそんな彼女を適当にあしらいつつ仲良く付き合っている。
実家はアンティークショップを経営。そのため着物の着付けの心得があり、月1回地元の寺の縁日で開く出張露店では、自ら着物で接客にあたる。ただし着用中の着物を母親にその場で売却されたこともある。
神野 なつみ（じんの なつみ）
もーりのクラスメイトにして親友。愛称は「なっちゃん」もしくは「なっち」。
5人姉弟の長女で、下に2人の弟と2人の妹がいる。いつも弟たちの面倒を見ていることから非常に世話焼き体質で、もーりが倒れるたびにそのフォローを行なっている。誰かのお世話をすることがルーチンワークになっており、もーりがいないとむしろ落ち着かない。買い物や料理の腕は主婦顔負け。運動神経もよく、お弁当をもらうのと引き換えにしばしば運動部の助っ人に借り出されているが、弟妹ともーりの世話に忙しいため運動部には所属していない。
瀬戸 みなみ（せと みなみ）
もーりのクラスメイト。愛称は「せ“とみ”なみ」からとった「トミー」。もーりが勝手に名づけ、そのまま周囲に定着してしまった。
北海道からの転校生(ただし、元々は東京在住)。運動神経はなっち以上に抜群で、運動部の助っ人にもしばしば参加しており、ボーイッシュなルックスと女生徒にやさしいところから宝塚系王子さまキャラとして（ただしもーりとなっちの前では期待されていないからとほとんどやらない）女子生徒からの人気が高い。その「保護者オーラ」を感じ取ったもーりに気に入られ、いつの間にか親友となった。可愛い動物、特にキツネが大好きで、フィギュアやイラストなどのキツネグッズを収集するのが趣味。もーりに「毎月キツネカレンダーがついてくる」という条件を持ちかけられ、美術部に入部している。演劇部も掛け持ちしている。自宅の部屋にはもーりに贈られたのも含むキツネグッズがいっぱいである。
以下の2名は3年進級時に同級生となる
結城 ももか（ゆうき ももか）
もーりと同じ学校の女子生徒。トミーの発言からもーり達と同学年（クラスは異なる）であることが判明。もーりからの愛称は「マリオ」。もーりによれば「モモ（結城ももか）→ピーチ→マリオ」とのこと。
もーりが薬を飲むのに砂糖とミルクたっぷりの紅茶で飲むことを明かした際、それでいてスリムな体型を維持していることに嫉妬して初登場。またトミーのファンでもあり、以後、体型が絡む話になったりもーりがトミーにくっついたりすると登場する。
思い込みと気性が激しい性格・妄想家で惚れっぽい・パワフルで移動速度も速い。そのためケイは、なっちに「そっち（もーり）の方が管理しやすい物件」と発言した。なお成績は学年最下位レベルで補習・追試の常連でもある。
片桐 ケイ（かたぎり けい）
もーりと同じ学校の女子生徒。ももかと同級生で、3年時にもーり達とも同級になる（中村先生が問題案件であるもーりとももかを引き取ったため、お目付け役も自動的に同じクラスになった）。
ももかの幼馴染兼躾け係。ももかの父に頼まれているため、遠慮は無い。ソフトボール部に所属しており成績も学年トップクラスと文武両道でもある。

### その他の人物
岩田先生（いわたせんせい）
もーりたちの2年時の担任。男性で、担当教科は体育。よく言えば熱血キャラ、悪く言えば適当な性格で、生徒からは嫌われてはいないものの、微妙にうざがられ、もーりと一部の生徒に「脳筋」と揶揄されている。もーりの貧弱さにはすっかり慣れっこで、体育の最中に倒れても全く気にしていない。同僚の中村先生にはデレデレだが、彼女の理想の男性像は正反対である。
中村 静香（なかむら しずか）
もーりたちの学校の英語教師で、眼鏡の女教師。非常にスタイルがよく、特にバストは豊満（Fカップ）だが、本人はむしろそれをコンプレックスに思っている。アメリカに留学経験があるが、理由の一つは「アメリカなら巨乳が多いから目立たないと思った」からである。もーり達の3年進級時には、問題児をすべて引き受ける形でもーり達の担任となる。
神野 たくや（じんの たくや）
なっちの弟で、上から2番目の長男。ガキ大将タイプの元気な男子児童。もーりとは犬猿の仲。なっちにもしばしば突っかかるが、実際には誰よりなっちが好き。もーりのことを「じゃっく」と呼ぶ。
神野 あかり/ひかる（じんの あかり/ひかる）
なっちの弟と妹で、双子の姉弟。たくやとは対照的に2人とも大人びて落ち着いた性格。ひかるはもーりのことが大好き。
神野 やよい（じんの やよい）
なっちの妹で末っ子。まだ赤ちゃん。
守屋・母
もーりのお母さんで、アンティークショップの店主をしているが「家業だから」と仕方なく継いだらしい。お金にシビアで、いつも無意味にふてぶてしいもーりも母には頭が上がらない。髪型は染めたショートカット。若いころは現在のもーりにそっくりの黒の長髪だったが、スタイルはウエスト52cmともーり以上の細身で、その上胸だけはDカップあったという。娘が超小食である反動で、たまに客が来ると尋常ではない量の料理を振舞う。
結城 さゆり（ゆうき さゆり）
ももかの母親。ケイを自分の家族のように大事にしている。
職業は元パティシエ。娘同様トミーのファンで、バレンタインには特大のケーキを送っている。
なにげさん
作者の別作品の主人公。詳細はとなりのなにげさんを参照。

## 単行本
- 橘紫夕『ひよわーるど』 竹書房〈バンブーコミックス〉、全4巻
  1. 2010年5月1日発行（2010年4月17日発売）、ISBN 978-4-8124-7255-2
  2. 2012年3月31日発行（2012年3月17日発売）、ISBN 978-4-8124-7750-2
  3. 2013年8月12日発行（2013年7月29日発売）、ISBN 978-4-8124-8363-3
  4. 2015年10月31日発行（2015年10月17日発売）、ISBN 978-4-8019-5370-3